# محوطه علیرضاوندی ۱
محوطه علیرضاوندی ۱ مربوط به عصر آهن است و در شهرستان گیلانغرب، بخش مرکزی، دهستان گورسفید، ۵۰۰ متری جنوب غربی روستای علیرضاوندی واقع شده و این اثر در تاریخ ۲۶ اسفند ۱۳۸۷ با شمارهٔ ثبت ۲۵۷۳۵ به‌عنوان یکی از آثار ملی ایران به ثبت رسیده است.